# Kraftwerk Johnsonville
Das Kraftwerk Johnsonville (englisch Johnsonville Fossil Plant) war ein Kohlekraftwerk der Tennessee Valley Authority (TVA) in New Johnsonville, Tennessee. Es bestand aus zehn Blöcken mit je 42,8 MW Leistung. Der erste Block ging 1951, der letzte 1959 ans Netz.
Das Kraftwerk Johnsonville war das älteste Kraftwerk der TVA. Die Blöcke 5–10 wurden bereits 2012 abgeschaltet und 2015 stillgelegt, am 31. Dezember 2017 folgten die restlichen Einheiten 1–4. Das Kraftwerk lieferte Prozessdampf an das benachbarte Titandioxid-Werk von Chemours (früher DuPont). Die Asche wurde auf einer Insel im Tennessee River deponiert.
Bis 2018 sollte am selben Standort ein neues 87 MW-GuD-Kraftwerk errichtet werden, letzten Endes wurde jedoch Turbine 20 des Gaskraftwerks Johnsonville mit einem Dampferzeuger nachgerüstet.
Das Gaskraftwerk Johnsonville mit einer Leistung von 1.133 MW liegt benachbart.